# كلاتشان (مقاطعة تشالوس)
كلاتشان (بالفارسية: کلاچان) هي قرية تقع في قسم كلارستاق الغربي الريفي (مقاطعة تشالوس) في إيران. يقدر عدد سكانها بـ 476 نسمة بحسب إحصاء 2016.